# Pernille Holmboe
Pernille Holmboe (Bærum, 2 de mayo de 1977) es una modelo noruega ampliamente reconocida como el rostro de la compañía de ropa sueca Gina Tricot, con quien tenía un contrato de larga duración que se terminó en 2010. Ha modelado desde su adolescencia, primero en Milán y París, y luego en la ciudad de Nueva York, antes de mudarse a Londres y más tarde a Hong Kong.
Después de seis años como la imagen de Gina Tricot, fue reemplazada por la modelo brasileña Emanuela de Paula en 2010. Según Victor Appelqvist, director de mercadeo de Gina Tricto, una de las razones de la salida de Pernille fue su embarazo. En 2011 inició su propia marca de moda, Chicameo, junto con el diseñador de moda noruego Tale Hagelsteen. Holmboe actualmente reside en Hong Kong.